# Campionato africano di calcio Under-17 2017
Il Campionato africano di calcio Under-17 2017 (in inglese 2017 African Under-17 Championship) è stata la dodicesima edizione della competizione organizzata dalla CAF. Il torneo si è svolto in Gabon dal 14 maggio al 28 maggio 2017 ed è stato vinto per la seconda volta consecutiva dal Mali. Le quattro semifinaliste: Mali, Ghana, Guinea e Niger, si sono qualificate per il Campionato mondiale di calcio Under-17 2017.

## Squadre qualificate
- Gabon (nazione ospitante)
- Angola
- Camerun
- Ghana
- Guinea
- Mali
- Niger
- Tanzania

## Stadi
| Libreville           | Libreville Port-Gentil |
| -------------------- | ---------------------- |
| Stade d'Angondjé     | Libreville Port-Gentil |
| Capienza: 40.000     | Libreville Port-Gentil |
|                      | Libreville Port-Gentil |
| Port-Gentil          | Libreville Port-Gentil |
| Stade de Port-Gentil | Libreville Port-Gentil |
| Capienza: 20.000     | Libreville Port-Gentil |
|                      | Libreville Port-Gentil |

## Fase a gironi

### Gruppo A
| Pos. | Squadra | Pt | G | V | N | P | GF | GS | DR  |
| ---- | ------- | -- | - | - | - | - | -- | -- | --- |
| 1.   | Ghana   | 7  | 3 | 2 | 1 | 0 | 9  | 0  | +9  |
| 2.   | Guinea  | 5  | 3 | 1 | 2 | 0 | 6  | 2  | +4  |
| 3.   | Camerun | 4  | 3 | 1 | 1 | 1 | 2  | 5  | -3  |
| 4.   | Gabon   | 0  | 3 | 0 | 0 | 3 | 1  | 11 | -10 |

| Arbitro: | Davies Ogenche Omweno |

|            |           |                                      |
| Mobeti 70’ | Marcatori | 7’ 38’ 69’ Touré 28’ Bah 45+1’Camara |

| Arbitro: | Mohamed Maarouf Eid |

|  |           |                              |
|  | Marcatori | 25’ 64’ Ayiah 32’ 34’ Sulley |

| Arbitro: | Maguette Ndiaye |

|           |           |          |
| Touré 22’ | Marcatori | 68’ Zobo |

| Arbitro: | Pacifique Ndabihawenimana |

|                                      |           |  |
| Ayiah 30’ 57’ Toku 34’ 67’ Arhin 76’ | Marcatori |  |

| Arbitro: | Mustapha Ghorbal |

|  |           |          |
|  | Marcatori | 20’ Zobo |

| Libreville 20 maggio 2017, ore 18:30 | Guinea              | 0 – 0 referto | Ghana | Stade d’Angondjé\| Arbitro: \| Hamada Nampiandraza \| |
| Arbitro:                             | Hamada Nampiandraza |               |       |                                                       |

### Gruppo B
| Pos. | Squadra  | Pt | G | V | N | P | GF | GS | DR |
| ---- | -------- | -- | - | - | - | - | -- | -- | -- |
| 1.   | Mali     | 7  | 3 | 2 | 1 | 0 | 8  | 2  | +6 |
| 2.   | Niger    | 4  | 3 | 1 | 1 | 1 | 4  | 4  | 0  |
| 3.   | Tanzania | 4  | 3 | 1 | 1 | 1 | 2  | 2  | 0  |
| 4.   | Angola   | 1  | 3 | 0 | 1 | 2 | 4  | 10 | -6 |

| Libreville 15 maggio 2017, ore 15:30 | Mali                  | 0 – 0 referto | Tanzania | Stade d’Angondjé\| Arbitro: \| Ferdinand Udoh Aniete \| |
| Arbitro:                             | Ferdinand Udoh Aniete |               |          |                                                         |

| Arbitro: | Mihindou Mbina Gauthier |

|                            |           |                     |
| Melo 68’ Gelson 84’ (rig.) | Marcatori | 29’ (rig.) 42’Sanda |

| Arbitro: | Abou Coulibaly |

|                        |           |           |
| Naftal 6’ Suleiman 70’ | Marcatori | 18’ Tombé |

| Arbitro: | Jean-Jacques Ndala Ngambo |

|             |           |                     |
| Habibou 35’ | Marcatori | 6’ Dramé 44’ Camara |

| Arbitro: | Hassan Mohamed Hagi |

|                                                   |           |          |
| S.Camara 2’ Dramé 14’ 72’ Ndiaye 39’ 70’ Kané 81’ | Marcatori | 83’ Melo |

| Arbitro: | Daniel Nii Ayi Laryea |

|  |           |           |
|  | Marcatori | 42’ Marou |

## Fase a eliminazione diretta
|  | Semifinali | Semifinali | Semifinali |      |       | Finale          | Finale          | Finale          |  |
|  |            |            |            |      |       |                 |                 |                 |  |
|  | Ghana      | Ghana      | 0 (6)      |      |       |                 |                 |                 |  |
|  | Ghana      | Ghana      | 0 (6)      |      |       |                 |                 |                 |  |
|  | Niger      | Niger      | 0 (5)      |      |       |                 |                 |                 |  |
|  | Niger      | Niger      | 0 (5)      |      | Ghana | Ghana           | 0               |                 |  |
|  |            |            |            |      | Ghana | Ghana           | 0               |                 |  |
|  |            |            | Mali       | Mali | 1     |                 |                 |                 |  |
|  | Mali       | Mali       | Mali       | Mali | 1     | 0 (2)           |                 |                 |  |
|  | Mali       | Mali       |            |      |       | 0 (2)           |                 |                 |  |
|  | Guinea     | Guinea     | 0 (0)      |      |       | Finale 3º posto | Finale 3º posto | Finale 3º posto |  |
|  | Guinea     | Guinea     | 0 (0)      |      |       |                 |                 |                 |  |
|  |            |            |            |      |       |                 |                 |                 |  |
|  |            |            |            |      |       | Niger           | Niger           | 1               |  |
|  |            |            |            |      |       | Niger           | Niger           | 1               |  |
|  |            |            |            |      |       | Guinea          | Guinea          | 3               |  |

### Semifinali
| Arbitro: | Mustapha Ghorbal |

|                                              |                      |                                                   |
| Owusu Acquah Iddriss Ayiah Osman Sulley Toku | Tiri di rigore 6 – 5 | Habibou Ajina Massamba Magagi Namata Souley Mossi |

| Arbitro: | Davies Ogenche Omweno |

|                        |                      |                                 |
| Dramé M. Camara Konatè | Tiri di rigore 2 – 0 | I. Soumah Conté F. Soumah Touré |

### Finale 3º/4º posto
| Arbitro: | Mihindou Mbina Gauthier |

|           |           |                       |
| Marou 66’ | Marcatori | 55’ 75’ Touré 73’ Bah |

### Finale
| Arbitro: | Hamada Nampiandraza |

|  |           |            |
|  | Marcatori | 22’ Samaké |

## Campione
MALI
(2º titolo)